# Mese (calle de Constantinopla)

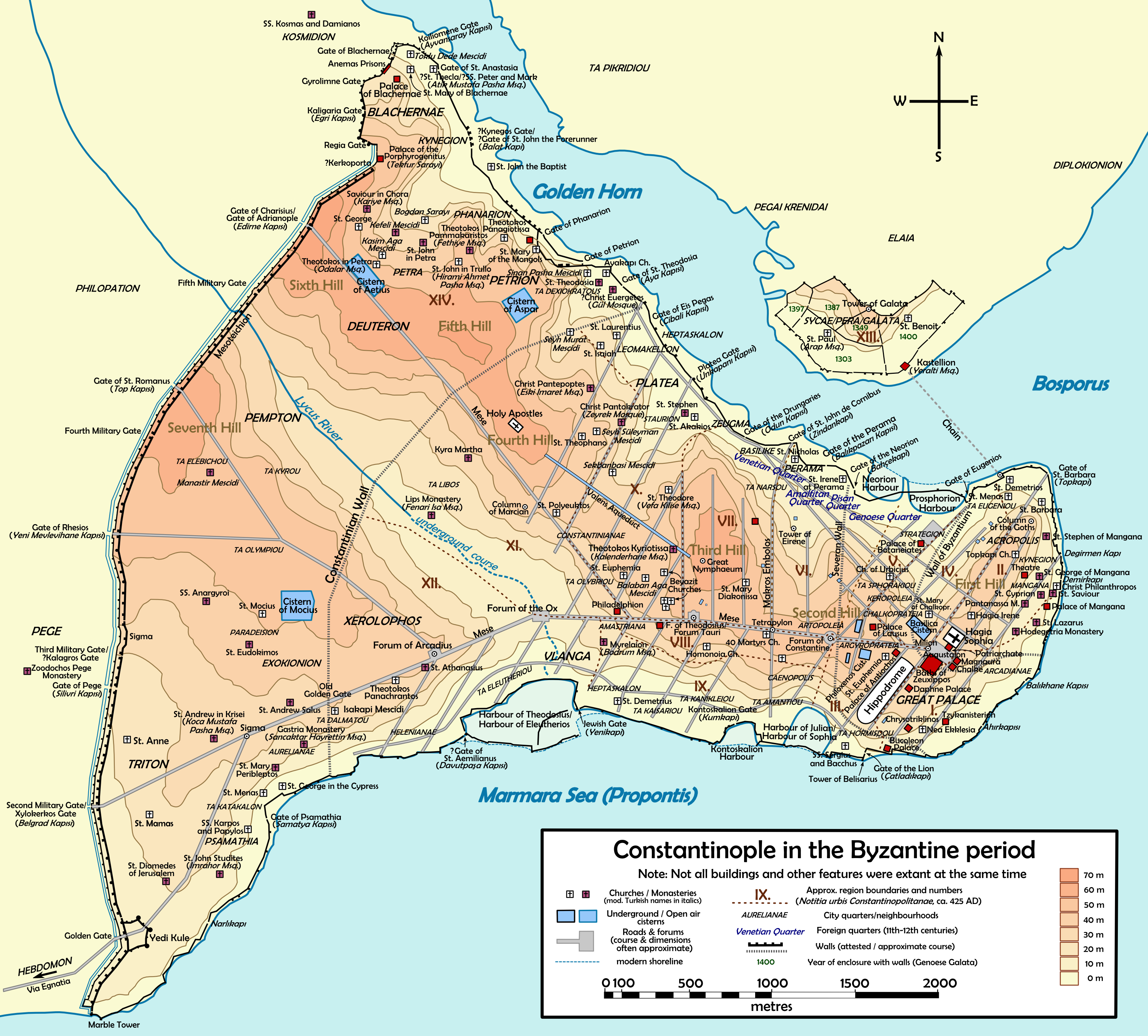
Mapa de Constantinopla durante el Imperio bizantino.

Mese (en griego: ἡ Μέση [Ὀδός], literalmente «[la calle de] Medio».) fue la calle principal de la antigua Constantinopla (hoy Estambul, Turquía) y, como tal, fue el escenario principal de las procesiones bizantinas imperiales. Su antiguo trazado es seguido en gran medida por la moderna Avenida Divanyolu.

## Descripción
La vía Mese comenzaba en el monumento Milion, cerca de la iglesia de Santa Sofía, y se dirigía hacia el oeste en línea recta. Pasaba por el Hipódromo y los palacios de Lauso y Antíoco y después de aproximadamente 600 metros alcanzaba el Foro de Constantino, que tenía forma de óvalo, donde se encontraba una de las dos casas del Senado de la ciudad. Este tramo de la calle también era conocido como la Regia (ἡ Ῥηγία, Camino «imperial»), ya que formaba parte de la ruta ceremonial original desde el Gran Palacio y la plaza Augustaion hasta el foro del fundador de la ciudad. 
A partir de ahí, la calle continúa hasta la plaza del Foro de Teodosio o el Foro del Toro (Forum Tauri), como también se le conocía. Aproximadamente a la mitad de este tramo, la gran explanada conocida como Makros Embolos se unía a la Mese. En su cruce se encontraba un tetrapilón conocido como el Anemodoulion («siervo de los vientos»).
Poco después de pasado el Foro de Teodosio, la calle se dividía en dos a la altura del Capitolio: una rama se dirigía al noroeste, pasaba por la Iglesia de los Santos Apóstoles y se dirigía hacia la Puerta de Polyandrion; mientras que la otra continuaba hacia el suroeste, a través del Foro del buey (Foro Bovis) y el Foro de Arcadio hacia la Puerta de Oro, donde se unía a la Vía Egnatia.
La Mese tenía 25 metros de ancho y a sus lados se alineaban pórticos con columnas que albergaban tiendas. La Mese fue la ruta seguida por las procesiones imperiales a través de la ciudad por lo menos hasta los tiempos de los Comneno. La procesión más característica era la entrada triunfal de un emperador victorioso, que entraba en la ciudad por la Puerta de Oro y seguía por la Mese hasta el Gran Palacio, mientras la multitud jubilosa se alineaba a lo largo de la gran calle para saludarlo junto al ejército imperial en su regreso a casa.